# Conto lavoro
Si definisce conto lavoro lo stato del materiale di proprietà dell'azienda dato in lavorazione a Società terze. 
La Società T. riceve il materiale ed esegue un processo di lavorazione (trasformazione, assemblaggio ecc.) riconsegnando un prodotto semilavorato o finito all'azienda di origine.